# La nuova macchina di Mike
La nuova macchina di Mike (Mike's New Car), noto anche come La nuova auto di Mike o L'auto nuova di Mike è il settimo cortometraggio d'animazione distribuito dalla Pixar Animation Studios, diretto da Pete Docter e Roger L. Gould. È il primo corto Pixar ad essere spin-off di un lungometraggio ed è ambientato dopo le vicende del film Monsters & Co..
Alla 75ª edizione degli Oscar ha ricevuto una candidatura nella categoria Miglior cortometraggio d'animazione.

## Trama
Il cortometraggio inizia con Mike Wazowski che porta James Sullivan fuori da casa sua e gli mostra la sua nuova auto. James sostiene che non fosse necessario cambiare l'automobile vecchia, ma Mike gli spiega che è molto più veloce in quanto ha sei ruote motrici. Mike invita Sulley a salire e, siccome Sulley sta stretto, gli spiega che la posizione dei sedili è regolabile, ma al momento di mettersi le cinture Mike non riesce a tirare la sua e si scaraventa da solo fuori dall'auto; James, vedendo tutti quei pulsanti, ne schiaccia uno a caso, aprendo il cofano; continuando l'auto si dimostra sempre più difficile da controllare a causa delle numerose funzioni disponibili. Finalmente Mike, riuscito ad entrare, toglie la chiave dal quadro e tutto si ferma, poi manda via James dopo che questi ha rotto lo specchietto retrovisore interno dell'auto mentre lo aggiustava e parte alla massima velocità; facendo questo si schianta e si vedono le sei ruote rotolare davanti a James. James sorpreso osserva che l'airbag non ha funzionato. Un istante dopo l'airbag si attiva sparando Mike fuori dall'auto, e dopo essere stato preso al volo da Sulley dice che gli manca la vecchia macchina.